# Algorithme de Sutherland-Hodgman
L'algorithme de Sutherland-Hodgman est un algorithme utilisé en infographie pour le clipping de polygones. Son principe consiste à étendre chaque segment du polygone de sélection et à ne garder du polygone sujet que les faces situées dans le côté visible.